# Raindorf (Runding)

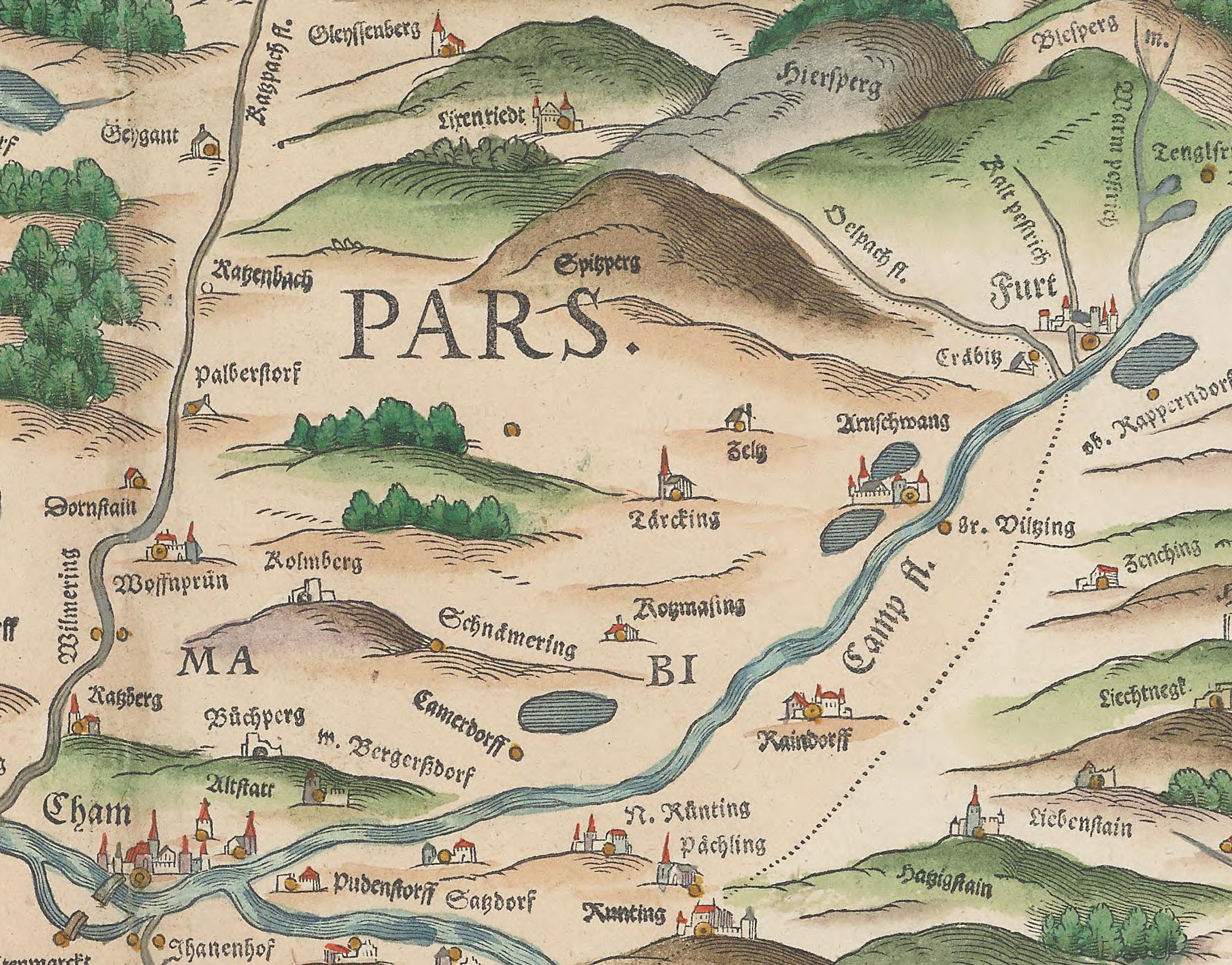
Raindorf (Raindorff) auf der Bayerischen Landtafel des Philipp Apian von 1568

Raindorf ist ein Gemeindeteil der Gemeinde Runding im Landkreis Cham des Regierungsbezirks Oberpfalz im Freistaat Bayern.

## Geografie
Raindorf liegt in der Cham-Further Senke 3 Kilometer nördlich von Runding und 800 Meter südöstlich der Bundesstraße 20.
700 Meter nordwestlich von Raindorf fließt der Chamb Richtung Südwesten dem Regen zu, in den er 5 Kilometer südwestlich von Raindorf mündet. Der Regen fließt 3 Kilometer südlich von Raindorf in Richtung Nordwesten. Im Nordosten wird Raindorf vom Riedinger Bach umflossen, der 800 Meter nördlich von Raindorf in den Chamb mündet.
1 Kilometer nordwestlich von Raindorf verläuft die Bahnstrecke Schwandorf–Furth im Wald. Nächster Haltepunkt auf dieser Strecke ist Kothmaißling 1,5 Kilometer nordwestlich von Raindorf.
3 Kilometer südwestlich von Raindorf verläuft die Bahnstrecke Cham–Bad Kötzting. Nächste Haltepunkte auf dieser Strecke sind Cham-Schwedenschanze 4 Kilometer südwestlich und Chamerau 4,6 Kilometer südlich von Raindorf.
Südlich von Raindorf erhebt sich der 440 Meter hohe Blauberg.

Wappen der Raindorfer

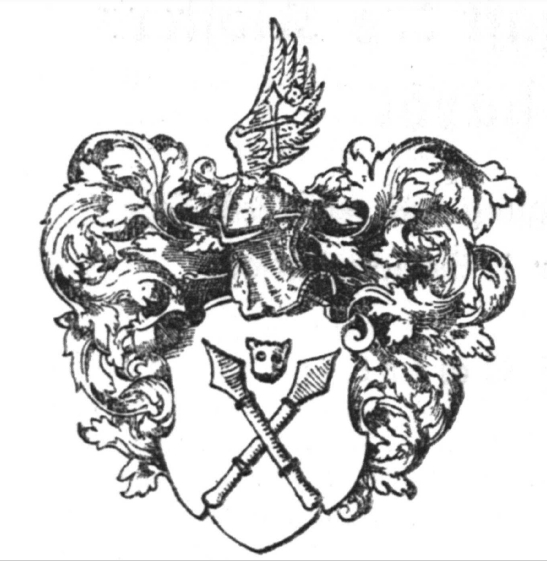
Wappen der Kolb von Raindorf

## Geschichte
Raindorf (1282: Roeundorf, Roeuundorf, 1337: Revnhdorf, 1366: Reundorf, 1402: Rewndorf, 1568: Raindorff, 1575: Raindorf, 1642: Raindorf, 1861: Rhaindorf) wurde 1282 erstmals schriftlich erwähnt. Chunrade de Roeuundorf war Ministeriale der Puchberger bei Cham. 1337 verkaufte Heinrich von Revnhdorf den Vogthaber zu Lufling an das Kloster Reichenbach am Regen. 1366 wurde Volkwein Reundorfer erwähnt, 1368–1389 Ulrich Reundorfer und 1396 Hans Raindorfer. Hans Raindorfer zog 1400 nach Cham und wurde dort sesshaft. Er war 1417 Chamer Bürger und erwarb einen Zehent am Taschenberg auf der Rennstraße und auf der Jännach. 1419–1436 wurde Andre der Raindorfer erwähnt. Er musste 1419 wegen Spielens und Saufens Urfehde schwören und Ruhe und Frieden geloben. 1444 war ein Hans Raindorfer Stadtkämmerer von Cham. 1468 wurde ein Hans Raindorfer als Bürger von Stuhlweißenburg erwähnt, Andre Raindorfer als Kaplan von St. Jakob in Cham und Jorg Raindorfer als Verwalter des Chamer Bürgerspitals.
1474 ging das Stammgut Raindorf durch Heirat an Hans Kolb über. Dessen Mutter war eine geborene Raindorferin.
In den Landtafeln von 1488, 1503, 1543 und 1558 war Raindorf als Landsassengut verzeichnet.
1518 war Jorig Kolb zu Raindorff Landsasse auf Raindorf. Ihm folgten von 1525 bis 1550 die Erben von Paul Kolb und von 1563 bis 1599 Georg Kolb.
Ein Sohn des Georg Kolb war Andreas Kolb, der im Dreißigjährigen Krieg auf Seiten Maximilians I., Kurfürst von Bayern kämpfte und auch nach dem Waffenstillstand von Ulm weiter zu Maximilian hielt.
Raindorf findet sich auf der Bayerischen Landtafel des Philipp Apian von 1568. Es ist dort als Siedlung mit einem Schloss mit zwei Türmen dargestellt.
1622 und 1627 wurde Raindorf an den Bräu- und Salzgegenschreiber Hörl von Furth verkauft. Von diesem gelangte Raindorf 1636 an dessen Schwiegersohn Johann Salmansperger, Arzt in Cham. 1659 war Wolf Friedrich Pallinger Inhaber von Raindorf. 1670 verkaufte Hans Rudolf Pelkofer Raindorf an Johann Wilhelm Podmotzky. Weitere Besitzer von Raindorf waren 1675: die Ehefrau des kaiserlichen Hauptmanns Johann Dillinger von Gemsenfeld, 1685: Johann Christoph von Hautzenberg auf Ränkam, 1705: die Nothafft auf Runding. Diese wandelten das Herrschaftshaus Raindorf in einen Meierhof um. 1821 errichteten sie ein Patrimonialgericht 1. Klasse zu Runding, dem Raindorf angegliedert war. 1829 fiel die Gerichtsbarkeit an das Landgericht Cham.
Raindorf hatte 1752 9 Anwesen. Die Eigentümer hießen Linsmayr, Klingl, Stangl, Tremel, Lenz, Soller.
1808 wurde die Verordnung über das allgemeine Steuerprovisorium erlassen. Mit ihr wurde das Steuerwesen in Bayern neu geordnet und es wurden Steuerdistrikte gebildet. Dabei wurde Raindorf Steuerdistrikt. Der Steuerdistrikt Raindorf umfasste die Orte Raindorf, Vierau, Rieding, Anderlmühle, Gferet, Tappmühle, Utzmühle, Walting, Haid, Steinach, Maiering.
1821 wurden im Landgericht Cham Gemeinden gebildet. Aus dem Steuerdistrikt Raindorf ging die Gemeinde Raindorf hervor. Die Gemeinde Raindorf bestand 1861 aus den Ortschaften Anderlmühle, Gferet, Raindorf, Rieding, Tappmühle, Utzmühle und Vierau. Ab 1885 gehörte der Weiler Blauberg zu Raindorf. Walting mit Haid, Steinach und Maiering bildete eine eigene Gemeinde, die zum Landgericht Furth gehörte.
Bei der Gebietsreform in Bayern wurde die Gemeinde Raindorf am 1. Januar 1972 in die Gemeinde Runding eingemeindet.
Raindorf gehört zur Pfarrei Runding. 1997 hatte Raindorf 169 Katholiken.

## Einwohnerentwicklung ab 1838
| Jahr | Einwohner | Gebäude |
| ---- | --------- | ------- |
| 1838 | 82        | 13      |
| 1861 | 122       | 61      |
| 1871 | 142       | 49      |
| 1885 | 211       | 26      |
| 1900 | 210       | 24      |
| 1913 | 152       | 24      |

| Jahr | Einwohner | Gebäude |
| ---- | --------- | ------- |
| 1925 | 165       | 27      |
| 1950 | 187       | 27      |
| 1961 | 174       | 29      |
| 1970 | 179       | k. A.   |
| 1987 | 169       | 44      |
| 2011 | 152       | k. A.   |

## Bodendenkmal
Im südlichen Teil von Raindorf finden sich archäologische Befunde der mittelalterlichen Burg und des frühneuzeitlichen Schlosses von Raindorf. Sie sind als Bodendenkmal mit der Denkmalnummer D-3-6742-0045 ausgezeichnet.